# Frédéric Nimani
Frédéric Koutou Nimani N’Galou (ur. 8 października 1988 w Marsylii) – środkowoafrykański piłkarz występujący na pozycji napastnika lub skrzydłowego.

## Kariera piłkarska

### Kariera klubowa
Rozpoczynał grać w piłkę nożną w drużynie AS Monaco, skąd był wypożyczony do klubów FC Lorient, CS Sedan, Burnley, FC Nantes i PAOK FC. Na początku 2013 roku przeszedł do FC Istres, a latem 2013 do OFI 1925.

### Statystyki
| Sezon   | Klub                | Kraj    | Rozgrywki      | Mecze | Bramki | Rozgrywki Europy | Mecze | Bramki |
| ------- | ------------------- | ------- | -------------- | ----- | ------ | ---------------- | ----- | ------ |
| 2006/07 | AS Monaco           | Francja | Ligue 1        | 3     | 1      | –                | –     | –      |
| 2007/08 | FC Lorient (wyp.)   | Francja | Ligue 1        | 2     | 0      | –                | –     | –      |
| 2007/08 | CS Sedan (wyp.)     | Francja | Ligue 2        | 6     | 0      | –                | –     | –      |
| 2008/09 | AS Monaco           | Francja | Ligue 1        | 28    | 6      | –                | –     | –      |
| 2009/10 | AS Monaco           | Francja | Ligue 1        | 8     | 1      | –                | –     | –      |
| 2009/10 | Burnley F.C. (wyp.) | Anglia  | Premier League | 2     | 0      | –                | –     | –      |
| 2010/11 | FC Nantes (wyp.)    | Francja | Ligue 2        | 0     | 0      | –                | –     | –      |
| 2011/12 | AS Monaco           | Francja | Ligue 2        | 3     | 1      | –                | –     | –      |
| 2011/12 | PAOK FC (wyp.)      | Grecja  | Alpha Ethniki  | 13    | 1      | Liga Europy UEFA | 1     | 0      |
| 2012/13 | AS Monaco           | Francja | Ligue 2        | 0     | 0      | –                | –     | –      |
| 2012/13 | FC Istres           | Francja | Ligue 2        | 10    | 0      | –                | –     | –      |

Stan na: 26 stycznia 2013 r.

### Kariera reprezentacyjna
Bronił barw młodzieżowej reprezentacji Francji.